# Járvás István
Járvás István (Jászapáti, 1953. február 16. –) magyar építőmérnök, vállalkozó, politikus, országgyűlési képviselő.

## Életpályája

### Iskolái
Középiskolai tanulmányait szülővárosában a mezőgazdasági-gépész szakközépiskolában végezte el 1971-ben. 1971–1974 között a mezőtúri Mezőgazdasági Műszaki Főiskola hallgatója volt. 1984-ben végzett magasépítőként az Ybl Miklós Műszaki Főiskola hallgatójaként.

### Pályafutása
1974–1976 között teljesítette sorkatonai szolgálatát. 1992-ig a Jászapáti TSZ-ben mezőgazdasági gépészként dolgozott. 1992-ben családi szövetkezetet alapított.

### Politikai pályafutása
1990 óta önkormányzati képviselő. 1990–2002 között Jászapáti alpolgármestere volt. 1993 óta a Fidesz tagja. 1994-ben országgyűlési képviselőjelölt volt. 1994–1998 között a Jász-Nagykun-Szolnok Megyei Közgyűlés tagja volt. 1998 óta a Fidesz Jász-Nagykun-Szolnok megyei alelnöke. 1998–2002 között az Agrárpiaci és szabályozási albizottság tagja volt. 1998–2010 között a Mezőgazdasági bizottság tagja, 2002-ben alelnöke volt. 1998–2010 között országgyűlési képviselő (1998–2002, 2006–2010: Jász-Nagykun-Szolnok megye; 2002–2006: Jászapáti) volt. 2000-ben polgármesterjelölt volt. 2006–2010 között az Erdészeti albizottság tagja volt. 2014-ben országgyűlési képviselőjelölt (FKGP) volt.

## Családja
Szülei: Járvás István és Borbás Piroska voltak. Felesége, Nagy Katalin. Három lánya született: Katalin (1981), Nóra (1984) és Judit (1988).